# Schleswig

Schleswig elhelyezkedése Jyllandon

Schleswig vagy Dél-Jylland (dánul: Sønderjylland vagy Slesvig; észak-fríz nyelven: Slaswik vagy Sleesweg) régió és történelmi tartomány a mai Dánia és Németország területén.
Az árukereskedelem szempontjából jelentős helyen fekszik, a Jylland félsziget déli részén, az Északi-tenger és a Balti-tenger, az Oroszországtól a Rajna-vidéken át az Atlanti-óceán partjáig húzódó kereskedelmi útvonal mentén. Központja Schlesvig város, amelyről a nevét kapta.

## Történelem
A római kori leletek a jütök törzsét az Eider folyótól északra teszik. A terület felváltva tartozott az anglik (ó-angolok) és a szomszédos szászok fennhatósága alá.
A korai viking korban Hedeby – Skandinávia legnagyobb kereskedelmi központja – ezen a területen feküdt. Központi mivoltának, valamint erőteljes terjeszkedésének köszönhetően 737 körül innen indult Dánia egyesítése. A kora középkor vége felé, a 8-10. században Schleswig sok apró birtokát egyesítették Dánia néven.
A 10. században a az Eider folyó és a Danevirkének nevezett védelmi sáncvonal vidékén több háborút is vívtak a dánok a Német-római Birodalommal. 974-ben II. Ottó német-római császár egy sikeres hadjárat végén felhúzott egy erődítményt, amelyet 983-ban I. (Villásszakállú) Svend dán király rombolt le.
1027-ben II. Konrád német-római császár és Nagy Knut dán király az Eider folyó mentén húzták meg a közös határvonalat. 1115-ben Niels dán király unokaöccse, „Kanut, az úr” lett Schleswig hercege.
Az Abel-dinasztia házassági szerződései és a belső viszályok miatt a tartomány a 15. századra közeli kapcsolatba került a német Holsteini Hercegséggel. Holstein később a Német-római Birodalom hűbérese lett, Schleswig hűbérura viszont Dánia maradt. Ez a kettős hűbériség volt a fő okozója a németek és dánok közötti ellentétnek a 19. században, a nemzetállamok kialakulásának idején. 1460-ban a hercegi címet a norvég király és fiai örökölték meg, akik egyben Dánia királyai is voltak.
A Schleswig-Holsteinért folytatott küzdelem a dánok és a németek között a 19. századig tartott. 1848-ban Dánia megpróbálta beolvasztani Schleswiget a királyságba, de ez felkeléshez vezetett, amelyet a német etnikum vívott a Holsteinnel való egyesülés érdekében. Poroszország vezetésével legyőzték a dánokat a 3 éves háborúban, de osztrák és az orosz nyomásnak engedve lemondtak a területről.
Dánia 1864-ben ismét megpróbálta beolvasztani Schleswiget, de az Északnémet Szövetség ismét legyőzte a dánokat (Második schleswigi háború). Poroszország és Ausztria 1865. augusztus 14-én megkötötte a gasteini egyezményt a terület közös irányítására. Az ebből adódó konfliktusok vezettek az 1866-os porosz–osztrák háborúhoz, amelynek győztese Poroszország lett, és annektálta a tartományt Schleswig-Holstein néven.
1920-ban két népszavazást tartottak a tartomány vegyes etnikumú részeiben. Észak-Schleswig Dél-Jütland néven Dániához csatlakozott, míg Közép-Schleswig a Német Birodalomnál maradt. A Dél-Schleswigben nem volt népszavazás, Németország része maradt.
Jelenleg mindegyik tartomány az EU régiója, az államhatárok dacára szoros az együttműködés.